# 11428 Alcinoos
11428 Alcinoos este o planetă minoră (asteroid), cu un diametru de 32,354 km, din Asteroid troian al lui Jupiter. A fost descoperită pe 24 septembrie 1960 la Observatorul Palomar de Cornelis Johannes van Houten și a fost numită după Alcinoos. 
Obiectul prezintă o orbită caracterizată de o semiaxă mare de 5,3269899 UAi, o excentricitate de 0,013, o înclinație de 17,30442 ° în raport cu ecliptica.